# 経験曲線効果
経験曲線効果（けいけんきょくせんこうか、英: experience curve effect）とは、経験と効率との間の関係を示す経験則である。単に経験効果とも呼ばれる。一般に個人や組織が特定の課題について経験を蓄積するにつれて、より効率的にその課題をこなせるようになることを指す。また累積生産量の増加に伴って、製品数量ごとの間接費を含めた総コストが予測可能な一定の割合で低下していくことを指す。

## 学習曲線
経験曲線の前身となった概念として学習曲線がある。これは課題を反復してこなした回数が増えるほど、一回ごとに要する労働時間は減少することを表す。この概念は1936年、航空機の生産機数が倍になると、機数あたりの作業時間は10-15%減少するという経験則として発見された。この経験則は即ち、生産された品物の数の増加に伴い、生産コストが予測可能なペースで減少することを意味した。

## 経験曲線
経験曲線は学習曲線より広い概念であり、その対象は単に労働時間に留まらない。経験曲線効果は、ある業務がより頻繁に実行されるようになると、そのコストが減少することを表す。これはどのような商品やサービスにも適用できる。累計での生産回数が倍になるごとに、生産回数あたりの総費用（生産、管理、マーケティング、販売を含む）は一定かつ予測可能な速度で減少する。こうした効果は1960年代の後半、Boston Consulting Group (BCG)社のB.Hendersonによって提唱された。1970年代にBCG社によって行われた調査により、この効果は様々な産業において確認された。
この効果は数学的には、下記の式で表される。
- {\displaystyle \ C_{n}=C_{1}n^{-a}}

ここで、
- {\displaystyle \ C_{1}}:コストの初期値
- {\displaystyle \ C_{n}}:n番目の商品の生産コスト
- {\displaystyle \ n}:累計の生産回数
- {\displaystyle \ a}:累積生産量の変化に対するコスト弾力性

である。
また、累積生産量が2倍になるごとに減少するコストの割合を習熟率と呼ぶ。一般的には習熟率は20～30%程度とされるが、業種などによっても異なる。